# Толагай
Толагай (каз. Толағай, до 1996 г. — Чигелек) — аул в Кокпектинском районе Абайской области Казахстана. 
Входит в состав Кокпектинского сельского округа. Код КАТО — 635030600.

## История
Поселение основано в 1882 году.
В 1924 году селение Чигелек состояло из 68 дворов. Входило в состав Кокпектинской волости Зайсанского уезда Семипалатинской губернии.

## Население
В 1999 году население аула составляло 409 человек (198 мужчин и 211 женщин).
По данным переписи 2009 года, в ауле проживало 228 человек (107 мужчин и 121 женщина).